# 212795 Fangjiancheng
212795 Fangjiancheng è un asteroide della fascia principale. Scoperto nel 2007, presenta un'orbita caratterizzata da un semiasse maggiore pari a 2,2308025 UA e da un'eccentricità di 0,1251879, inclinata di 4,85864° rispetto all'eclittica.